# Senhor (revista)
Senhor foi uma revista brasileira publicada em três períodos: entre 1959 a 1964, entre 1971 e 1972 e entre 1978 a 1988 (com o título de Senhor Vogue entre 1978 e 1979).

## Primeira versão
O projeto da revista surgiu em 1958, quando o jornalista Nahum Sirotsky, então diretor da revista Manchete, foi convidado pelos donos da editora de livros Delta Larousse para criá-la.
Em declaração ao repórter André Luiz Barros, em um perfil que ele fez de Nahum Sirotsky para a revista República em 1999, o criador de Senhor descreveu como se sentiu diante do nascimento da revista: "O primeiro número me fez chorar. Tinha demais de tudo. Ficara pesado. Mas foi um sucesso".
Senhor teve vida curta. Durou apenas cinco anos, entre 1959 e 1964. Sirotsky esteve à frente da publicação apenas durante os três primeiros anos (1959 a 1961). Para montar a revista, o jornalista atraiu nomes de porte, como Clarice Lispector e João Guimarães Rosa, e lançou talentos como Paulo Francis e Sérgio Magalhães Gomes Jaguaribe, o Jaguar, Glauco Rodrigues e Carlos Scliar. A equipe de arte da revista ainda cresceu com a chegada de Caio Mourão e Bea Feitler.
De acordo com Marília Scalzo, autora de "Jornalismo de revista", Senhor foi "uma das mais bem sucedidas experiências em revista no Brasil".
Ainda em entrevista à revista República em 1999, Sirotsky revela como surgiu a ideia de Senhor: "A revista nasceu por acaso. Eu tinha o plano de criar no país, com o (Alberto) Dines, uma revista do tipo U.S News and World Report, um semanário".
A esposa de Sirotsky, a atriz Beyla Genauer, conhecia Abraão Koogan, um dos quatro donos da editora Delta Larousse. Em uma festa, Beyla sugeriu a Koogan que ele convidasse Sirotsky para fazer uma revista. A ideia já estava na cabeça do jornalista.
O dinheiro veio de Simon Waissman, que seria o dono da revista em seus trinta primeiros números. Waissman, sobrinho de Koogan, queria fazer revistas da mais alta qualidade para complementar as atividades da Delta Larousse. "Ele me ouviu, gostou das minhas ideias, imaginadas na hora, e pediu que eu voltasse com uma boneca (pré-projeto) da revista, conta Sirotsky. Para montar o projeto, Sirotsky convocou Carlos Scliar e Glauco Rodrigues.

## Segunda versão
Entre 1971 e 1972 (com um número zero especial de setembro de 1970), um grupo de São Paulo (Inter Editores) editou uma outra publicação com o título Senhor, naquele período correspondendo a uma uma revista de variedades sem grandes pretensões intelectuais, ainda voltada para um público-alvo sofisticado.

## Terceira versão
Lançada em abril de 1978 pela Carta Editorial. Até dezembro de 1979, foi publicada com o nome de Senhor Vogue, para substituir a revista Homem Vogue, ambas direcionadas ao público masculino de alta renda e cobrindo política, economia, artes, ciência e comportamento. Em fevereiro de 1981, passou para o controle da Editora Três.

## ISTOÉ Senhor
Em junho de 1988 a revista ISTOÉ é rebatizada de ISTOÉ Senhor, sendo uma fusão da ISTOÉ com a terceira versão da Senhor. Em abril de 1992 o título Senhor é abandonado e a revista volta a se chamar apenas ISTOÉ.